# Courtelevant
Courtelevant település Franciaországban, Territoire de Belfort megyében. Lakosainak száma 375 fő (2022. január 1.). Courtelevant Suarce, Courcelles, Florimont, Lepuix-Neuf és Réchésy községekkel határos.

## Népesség
A település népességének változása:
| Lakosok száma | 424  | 431  | 446  | 419  | 403  | 388  | 382  | 377  | 375  |
|               | 2013 | 2015 | 2016 | 2017 | 2018 | 2019 | 2020 | 2021 | 2022 |